# 穆塞 (孚日省)
穆塞（法語：Moussey，法語發音：[musɛ] ⓘ）是法国大東部大區孚日省的一个市镇，属于孚日圣迪耶区。

## 地理
穆塞（48°25'49"N, 7°1'23"E）面积29.2 平方千米，位于法国大東部大區孚日省，该省份为法国东北部内陆省份，北起默兹省和默尔特-摩泽尔省，西接上马恩省，南至上索恩省和贝尔福地区省，东临上莱茵省和下莱茵省。
与穆塞接壤的市镇（或旧市镇、城区）包括：阿拉尔蒙、格朗方丹、普莱讷河畔塞勒、勒蒙、小拉翁、勒索尔西、韦克桑库尔。

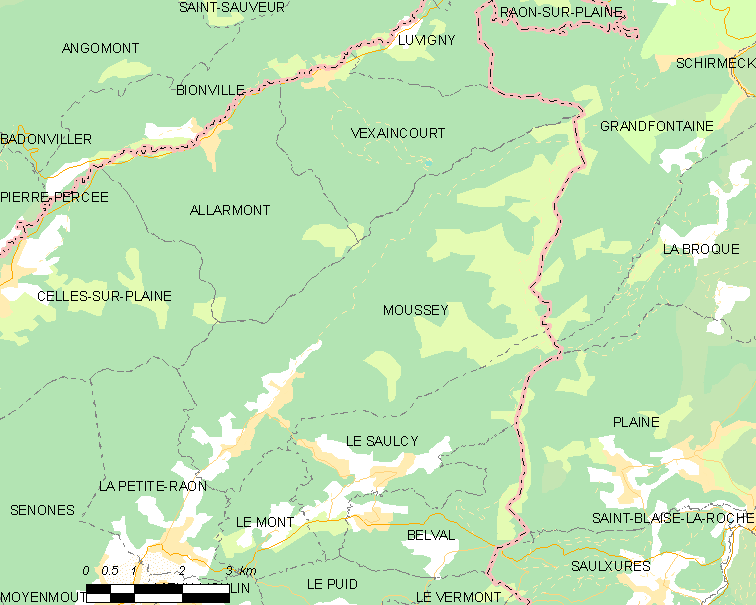
的OSM定位图

穆塞的时区为UTC+01:00、UTC+02:00（夏令时）。

## 行政
穆塞的邮政编码为88210，INSEE市镇编码为88317。

## 政治
穆塞所属的省级选区为拉翁莱塔普县。

## 人口

1962-2008年间人口变化图示

穆塞于2022年1月1日时的人口数量为549人。